# Ventosa e Cova
Ventosa e Cova (oficialmente: União das Freguesias de Ventosa e Cova) é uma freguesia portuguesa do município de Vieira do Minho, com 8,7 km² de área e 577 habitantes (censo de 2021). A sua densidade populacional é 66,3 hab./km².

## História
Foi criada aquando da reorganização administrativa de 2012/2013, resultando da agregação das antigas freguesias de Ventosa e Cova.

## Demografia
A população registada nos censos foi:
| Distribuição da População por Grupos Etários | Distribuição da População por Grupos Etários | Distribuição da População por Grupos Etários | Distribuição da População por Grupos Etários | Distribuição da População por Grupos Etários | Distribuição da População por Grupos Etários |
| -------------------------------------------- | -------------------------------------------- | -------------------------------------------- | -------------------------------------------- | -------------------------------------------- | -------------------------------------------- |
| Antes da agregação                           |                                              |                                              |                                              |                                              |                                              |
| Ano                                          | 0-14 anos                                    | 15-24 anos                                   | 25-64 anos                                   | >= 65 anos                                   | Total                                        |
| 2001                                         | 117                                          | 123                                          | 323                                          | 178                                          | 741                                          |
| 2011                                         | 99                                           | 72                                           | 315                                          | 173                                          | 659                                          |
| Após a agregação                             |                                              |                                              |                                              |                                              |                                              |
| Ano                                          | 0-14 anos                                    | 15-24 anos                                   | 25-64 anos                                   | >= 65 anos                                   | Total                                        |
| 2021                                         | 61                                           | 65                                           | 277                                          | 174                                          | 577                                          |